# Genovés
Genovés (en valenciano y oficialmente el Genovés) es una localidad y municipio español situado en la parte oriental de la comarca de La Costera, en la provincia de Valencia, Comunidad Valenciana. Limita con los municipios de Játiva, Lugar Nuevo de Fenollet, Barcheta y Benigánim. Por su término discurre el río Albaida.
El municipio genovesino comprende los núcleos de población de Genovés —capital municipal— y Alboy. Cuenta con ocho enclaves en el término municipal de Játiva y otros cuatro enclaves de Lugar Nuevo de Fenollet y Játiva se encuentran en el término de Genovés.

## Historia
Genovés fue una alquería árabe llamada Xiu, incluida en los términos general y particular de Játiva cuando la conquista por el rey Jaime I, siendo donada en 1248 al médico genovés Baldovino di Baldovino. Tras su muerte el lugar pasa a manos de su hermano Giovanni di Baldovino. Por el lugar de origen de estos primeros señores el pequeño pueblo que comenzaba a formarse en torno a la alquería recibió el nombre de Genovés. El señorío pasó en el siglo XIV a los Sanz, hasta que por matrimonio de una hija de Guerau de Castellvert con Francisco Fenollet pasó al patrimonio territorial de esta segunda familia.
En 1762 se independizó de Játiva, y a principios del siglo XIX se constituyó en municipio.

## Geografía
Genovés está situado en la ribera del río Albaida. La superficie del término es montañosa.
En la parte meridional se levanta la Serra Grossa, cuyas estribaciones en este territorio se denominan Sierra de la Cruz, con una altitud de 410 m que, en los contrafuertes más meridionales, denominados La Solana, alcanza los 436 m. Entre La Solana y el vértice geodésico de Las Baterías (437 m), y haciendo de límite entre los municipios de Genovés y Benigánim, se halla el puerto de Genovés. El Albaida penetra por el suroeste, por la garganta de Estret de les Aigües, entre las montañas de la Serra Grossa, y afluye de sur a norte por la parte occidental del término, haciendo en ocasiones la labor del límite territorial.
Otros accidentes son los barrancos del Portixol, Such, Ferrer, García, de l'Hort y de la Creu.
Desde Valencia, se accede a esta localidad a través de la A-7 para enlazar con la N-340 y finalizar en la CV-610. Por ferrocarril se puede llegar a través de la línea 47 de Renfe Media Distancia, también conocida como línea Valencia-Játiva-Alcoy.

## Demografía
Genovés cuenta con una población de 2823 habitantes (INE 2024).
| Gráfica de evolución demográfica de Genovés entre 1842 y 2021 |
| |
| Población de derecho según los censos de población del INE Población de hecho según los censos de población del INEEn 1857 crece el término del municipio porque incorpora a Alboy |

## Economía
Los terrenos no cultivados están cubiertos por pinos y pastos. Los cultivos están ocupados por terrenos de regadío con un predominio de los naranjos, a mucha distancia del arroz, hortalizas y otros cereales, y de secano, donde el cultivo predominante es el olivo, algarrobo, vid y caqui.

## Administración y política
Los resultados en Genovés de las últimas elecciones municipales, celebradas en mayo de 2023, son:
| Elecciones Municipales - Genovés (2023) | Elecciones Municipales - Genovés (2023)  | Elecciones Municipales - Genovés (2023) | Elecciones Municipales - Genovés (2023) | Elecciones Municipales - Genovés (2023) |
| Partido político                        | Partido político                         | Votos                                   | Votos                                   | Concejales                              |
| --------------------------------------- | ---------------------------------------- | --------------------------------------- | --------------------------------------- | --------------------------------------- |
|                                         | Partido Popular (PP)                     | 848                                     | 46,13 %                                 | 5                                       |
|                                         | Partido Socialista Obrero Español (PSOE) | 834                                     | 45,37 %                                 | 5                                       |
|                                         | Vox (VOX)                                | 142                                     | 7,72 %                                  | 1                                       |

### Alcaldes
| Legislatura | Nombre                | Grupo |
| ----------- | --------------------- | ----- |
| 1979-1983   | Cándido Jordá Richart | UCD   |
| 1983-1987   | Cándido Jordá Richart | CDS   |
| 1987-1991   | Cándido Jordá Richart | CDS   |
| 1991-1995   | Cándido Jordá Richart | UV    |
| 1995-1999   | Emilio Llopis Oltra   | PP    |
| 1999-2003   | Emilio Llopis Oltra   | PP    |
| 2003-2007   | Emilio Llopis Oltra   | PP    |
| 2007-2011   | Emilio Llopis Oltra   | PP    |
| 2011-2015   | Emilio Llopis Oltra   | PP    |
| 2015-2019   | Pere Revert Miralles  | PSOE  |
| 2019-2023   | Pere Revert Miralles  | PSOE  |
| 2023-act.   | Pablo Vilar Ordiñana  | PP    |

## Cultura

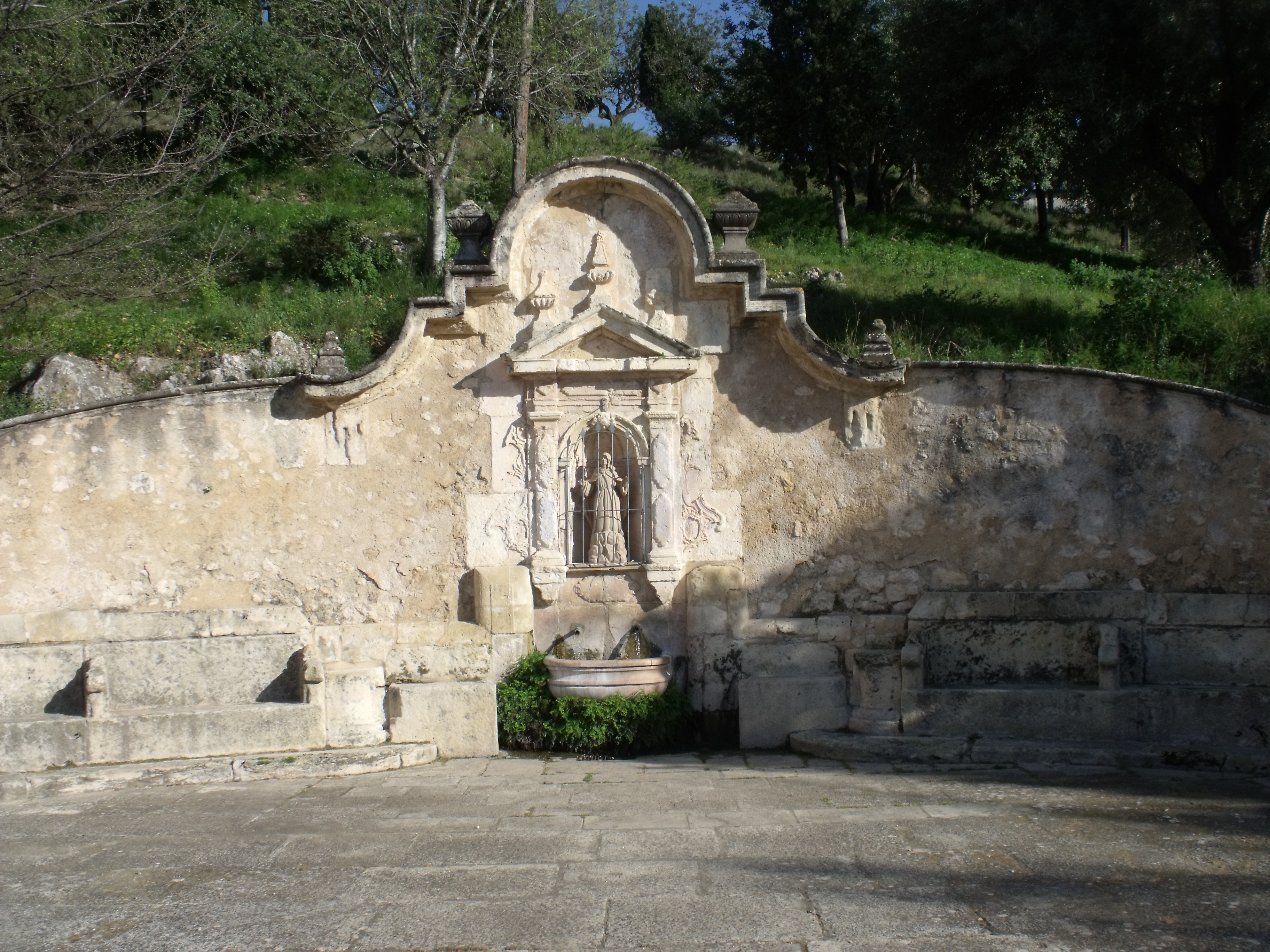
La Fuente de San Pascual Bailón, en Genovés

### Patrimonio
- Iglesia parroquial. Está dedicada a la Virgen de los Dolores. Es de orden toscano, con coro alto.
- Fuente monumental. Esta fuente está dedicada a San Pascual Bailón, con banco circular de piedras sillares y casalicios con escultura del santo, conjunto ornamental que data del año 1777 siglo XVIII.

Sobre el cerro que domina el caserío está el Vía crucis con la ermita del Santísimo Cristo, con cúpula e imagen titular.
- Museo de la Pilota. Museo dedicado al deporte autóctono de la Pilota Valenciana. Fue inaugurado el 16 de diciembre de 2003 por el presidente de la Generalidad Valenciana, Francisco Camps y el alcalde de Genovés, Emilio Llopis. El Museo es un punto de encuentro para todos los amantes del deporte de la Pilota. El Museo contiene fotografías de los más importantes jugadores y personalidades de este deporte así como de los más destacados acontecimientos de la historia de la Pilota. También se pueden contemplar numerosos elementos del juego (pelotas, dedales, guantes, camisetas, carteles anunciadores de las partidas, etc.), material audiovisual, recreaciones de trinquetes y una completa biblioteca con material escritos sobre el deporte de la Pilota Valenciana disponible para su consulta. (Dirección: Mestre Domingo Hernández, 42)

### Fiestas
- Fiestas Patronales. Celebra sus fiestas en honor del Santísimo Cristo del Monte del Calvario, Virgen de los Dolores y Santos Abdón y Senén, del 31 julio al 8 de agosto.

Fiestas de moros y cristianos, el tercer fin de semana de julio.